# Gonzalo Falcón
Gonzalo Falcón (n. Montevideo, Uruguay; 16 de noviembre de 1996) es un futbolista uruguayo. Juega de portero y su equipo actual es Club Deportivo Recoleta de la Primera División de Paraguay.

## Trayectoria

### Inicios
Realizó las divisiones formativas en Juventud de Las Piedras, hizo su debut profesional el 10 de abril de 2016 en un empate 0-0 contra el Club Atlético River Plate.
Falcón se unió a Boston River antes del inicio de la temporada 2018 y se convirtió en el portero titular del club. Hizo su debut internacional el 11 de abril de 2018 en la derrota por 2-1 contra el equipo colombiano Jaguares de Córdoba.

### Liga Deportiva Universitaria
El 6 de enero de 2022 fue anunciado en Liga Deportiva Universitaria de la Serie A de Ecuador, permaneció hasta el final de la temporada.

### Club Sportivo Luqueño
Tras su paso por Ecuador, el 22 de diciembre de 2022 fue anunciado en el Club Sportivo Luqueño de la Primera División de Paraguay.

## Estadísticas

### Clubes
Actualizado al último partido disputado el 5 de junio de 2022.
| Club                                   | Temporada     | Liga          | Liga  | Liga  | Copas nacionales | Copas nacionales | Copas internacionales | Copas internacionales | Total | Total |
| Club                                   | Temporada     | Div.          | Part. | Goles | Part.            | Goles            | Part.                 | Goles                 | Part. | Goles |
| -------------------------------------- | ------------- | ------------- | ----- | ----- | ---------------- | ---------------- | --------------------- | --------------------- | ----- | ----- |
| Juventud de Las Piedras · Uruguay      | 2015-16       | 1.ª           | 1     | 0     | 0                | 0                | Inexistentes          | Inexistentes          | 1     | 0     |
| Juventud de Las Piedras · Uruguay      | 2016          | 1.ª           | 2     | 0     | 0                | 0                | Inexistentes          | Inexistentes          | 2     | 0     |
| Juventud de Las Piedras · Uruguay      | 2017          | 1.ª           | 17    | 0     | 0                | 0                | Inexistentes          | Inexistentes          | 17    | 0     |
| Juventud de Las Piedras · Uruguay      | Total equipo  | Total equipo  | 20    | 0     | 0                | 0                | 0                     | 0                     | 20    | 0     |
| Boston River · Uruguay                 | 2018          | 1.ª           | 29    | 0     | 0                | 0                | 4                     | 0                     | 33    | 0     |
| Boston River · Uruguay                 | 2019          | 1.ª           | 36    | 0     | 0                | 0                | Inexistentes          | Inexistentes          | 36    | 0     |
| Boston River · Uruguay                 | 2020          | 1.ª           | 36    | 0     | 0                | 0                | Inexistentes          | Inexistentes          | 36    | 0     |
| Boston River · Uruguay                 | 2021          | 1.ª           | 30    | 0     | 0                | 0                | Inexistentes          | Inexistentes          | 30    | 0     |
| Boston River · Uruguay                 | Total equipo  | Total equipo  | 131   | 0     | 0                | 0                | 4                     | 0                     | 135   | 0     |
| Liga Deportiva Universitaria · Ecuador | 2022          | 1.ª           | 15    | 0     | 1                | 0                | 8                     | 0                     | 24    | 0     |
| Liga Deportiva Universitaria · Ecuador | Total equipo  | Total equipo  | 15    | 0     | 1                | 0                | 8                     | 0                     | 24    | 0     |
| Sportivo Luqueño Paraguay              | 2023          | 1.ª           | 0     | 0     | 0                | 0                | 0                     | 0                     | 0     | 0     |
| Sportivo Luqueño Paraguay              | Total equipo  | Total equipo  | 0     | 0     | 0                | 0                | 0                     | 0                     | 0     | 0     |
| Total carrera                          | Total carrera | Total carrera | 166   | 0     | 1                | 0                | 12                    | 0                     | 179   | 0     |

1. ↑  Incluye datos de la Copa Ecuador.
2. ↑  Incluye datos de la Copa Sudamericana.